# Ceriosperma
Ceriosperma là chi thực vật có hoa trong họ Cải.